# Hygrobatidae
Hygrobatidae zijn  een familie van mijten. Bij de familie zijn 82 geslachten met circa 850 soorten ingedeeld.